# اچ‌دی ۶۳۷۶۵
اچ‌دی ۶۳۷۶۵ یک ستاره است که در صورت فلکی شاه‌تخته قرار دارد.